# 시클라멘속
시클라멘속(Cyclamen)은 진달래목 앵초과에 속하는 다년생 꽃식물 속으로서 23개 종이 존재한다. 시클라멘속은 유럽과 지중해 분지가 원산지이고, 이란 동부와 소말리아까지 분포한다. 덩이줄기에서 자라서 쓸어내린 모습을 띤 꽃잎, 다양한 무늬를 띤 꽃이 특징이다. 전통적으로 앵초과에 분류되었으나, 2000년에 자금우과에 재분류되었다. 2009년에 APG III 분류 체계가 도입되면서 앵초과의 아과인 자금우아과에 편입되었다.
시클라멘속은 근괴(根塊)에서 자라는 다년생 쌍떡잎식물로 분류되지만, 실제로는 흙에서 싹을 틔울 때는 한 장밖에 나오지 않는다. 떡잎에서 7, 8번째 잎이 나왔을 무렵부터 꽃싹의 형성이 시작되고, 잎눈과 꽃눈은 1 대 1로 형성된다. 꽃은 그대로 두면 완전히 피게 된다. 완전히 핀 채로 방치하면 나중에 약해져서 말라지기 때문에, 꽃 몇 송이를 남기는 목적이 아니라면 모두 제거하는 것이 바람직하다.
구근은 줄기가 비대하며 분구(分球)하지 않는다. 구근은 건조해지는 내성을 띠고 있지만, 하위 분류에 따라 다르다. 싹은 구근의 윗부분에 뭉쳐서 자란다. 뿌리는 종에 따라 다르며 구근의 어깨에서 나오는 것, 바닥에서 나오는 것, 한쪽 측면에서 나오는 것, 전체에서 나오는 것이 있다. 구근이 땅 속에서 너무 깊은 곳에 위치한 경우에는 생장점이 길게 뻗은 기관을 형성해서 땅 위에서 생장점을 내기도 한다.

## 하위 분류
| - C. africanum - C. abchasicum - C. alpinum - C. balearicum - C. cilicium - C. colchicum - C. confusum - C. coum | - C. creticum - C. cyprium - C. elegans - C. graecum - C. hederifolium - C. intaminatum - C. libanoticum - C. mirabile | - C. parviflorum - C. persicum - C. pseudibericum - C. purpurascens - C. repandum - C. rhodium - C. rohlfsianum - C. somalense |